# KS Flamurtari Vlorë
Maillots
Le Klubi Sportiv Flamurtari Vlorë est un club albanais de football basé à Vlorë.

## Historique
- 1923 : fondation du club sous le nom de SK Jeronim Vlorë
- 1935 : le club est renommé KS Ismail Qemali Vlorë
- 1945 : le club est renommé KS Flamurtari Vlorë
- 1950 : le club est renommé Puna Vlorë
- 1956 : le club est renommé KS Flamurtari Vlorë
- 1985 : 1re participation à une Coupe d'Europe (C2, saison 1985/86)

## Bilan sportif

### Palmarès
- Championnat d'Albanie (1) :
  - Champion : 1991
  - Vice-champion : 1946, 1948, 1982, 1986, 1987, 1988, 2011

- Coupe d'Albanie (3) : 
  - Vainqueur : 1985, 1988, 2009
  - Finaliste : 1960, 1983, 1984, 1987, 1990, 1991, 1996, 1997

- Supercoupe d'Albanie (2) : 
  - Vainqueur : 1990, 1991
  - Finaliste : 2009, 2014

- Championnat d'Albanie de D2 (1) : 
  - Champion : 2006

### Bilan européen
Note : dans les résultats ci-dessous, le score du club est toujours donné en premier
| Saison    | Compétition               | Tour                | Club                | Domicile | Extérieur | Total  |
| --------- | ------------------------- | ------------------- | ------------------- | -------- | --------- | ------ |
| 1985-1986 | Coupe des coupes          | Premier tour        | HJK Helsinki        | 1 - 2    | 2 - 3     | 3 - 5  |
| 1986-1987 | Coupe UEFA                | Premier tour        | FC Barcelone        | 1 - 1    | 0 - 0     | 1 - 1E |
| 1987-1988 | Coupe UEFA                | Premier tour        | Partizan Belgrade   | 2 - 0    | 1 - 2     | 3 - 2  |
| 1987-1988 | Coupe UEFA                | Seizièmes de finale | Wismut Aue          | 2 - 0    | 0 - 1     | 2 - 1  |
| 1987-1988 | Coupe UEFA                | Huitièmes de finale | FC Barcelone        | 1 - 0    | 1 - 4     | 2 - 4  |
| 1988-1989 | Coupe des coupes          | Premier tour        | Lech Poznań         | 2 - 3    | 0 - 1     | 2 - 4  |
| 1990-1991 | Coupe des coupes          | Premier tour        | Olympiakos          | 2 - 3    | 0 - 1     | 2 - 4  |
| 1991-1992 | Coupe des clubs champions | Premier tour        | IFK Göteborg        | 1 - 1    | 0 - 0     | 1 - 1E |
| 1996-1997 | Coupe des coupes          | Tour préliminaire   | HFC Hummené         | 0 - 2    | 0 - 1     | 0 - 3  |
| 2009-2010 | Ligue Europa              | Deuxième tour Q     | Motherwell FC       | 1 - 0    | 1 - 8     | 2 - 8  |
| 2011-2012 | Ligue Europa              | Premier tour Q      | Budućnost Podgorica | 1 - 2    | 3 - 1     | 4 - 3  |
| 2011-2012 | Ligue Europa              | Deuxième tour Q     | Baumit Jablonec     | 0 - 2    | 1 - 5     | 1 - 7  |
| 2012-2013 | Ligue Europa              | Deuxième tour Q     | Budapest Honvéd     | 0 - 1    | 0 - 2     | 0 - 3  |
| 2011-2012 | Ligue Europa              | Premier tour Q      | Sioni Bolnissi      | 1 - 2    | 3 - 2     | 4E - 4 |
| 2011-2012 | Ligue Europa              | Deuxième tour Q     | Petrolul Ploiești   | 1 - 3    | 0 - 2     | 1 - 5  |

Légende
- Victoire ou qualification pour le tour suivant
- Match nul
- Défaite ou élimination de la compétition

## Identité visuelle

Ancien logo
Ancien logo
Logo actuel

## Anciens joueurs
- Arbër Abilaliaj
- Alban Bushi
- Migen Memelli
- Vasil Ruci
- Ervin Skela
- Daniel Xhafaj
- Sokol Kushta